# Kosovský kokrháč
Kosovský kokrháč je slepice, která se chová jako plemeno s kombinovanou užitkovostí.

## Jiné názvy
- srbsky ekavsky: Kosovski pevač, Turski pevač
- srbsky ijekavsky: Kosovski pjevač, Turski pjevač
- albánsky: Pulat e Drenices, Pulat e Prishtinës, Pulat e Gjakoves
- anglicky: Kosova Long Crowing Rooster

## Původ plemene
Kosovský kokrháč pochází z Kosova. Jeho předky na území Kosova přivezli Turci při tureckých vpádech.

## Popis
Kosovský kokrháč je chován obvykle v černém barevném rázu, má zelené nohy, žlutý zobák, černé nebo červené oči, červený lalok a okolí očí. Slepice jsou dobré nosnice, snáší 160 vajec ročně o hmotnosti 55-60 gramů. Slepice začínají snášet vejce ve věku 8 měsíců. Kuřata jsou černá nebo hnědá.

## Kokrhání
Kosovský kokrháč patří mezi dlouhokokrhající plemena. Kokrhání trvá průměrně 20-40 sekund, někteří kohouti kokrhají až 60 sekund. Kohouti začínají kokrhat ve věku 6-7 měsíců.